# Gymnoscelis albescens
Gymnoscelis albescens är en fjärilsart som beskrevs av Barend J. Lempke 1951. Gymnoscelis albescens ingår i släktet Gymnoscelis och familjen mätare. Inga underarter finns listade i Catalogue of Life.